# ×Summerangis
× Summerangis,  es un híbrido intergenérico entre los géneros de orquídeas Aerangis × Summerhayesia. Fue publicado en Orchid Rev. 112(1259, Suppl.): 76 (2004).